# 周邦正
周邦正（1781年—1847年），譜名貞厚（亦有人認為是錫先），號直齋，台灣清治時期人物，金廣福墾號閩人之首。淡水縣竹塹人（今新竹市），閩籍人，祖籍福建泉州安溪，與姜秀鑾為同時期拓墾家，在當時與官府合作，是為竹塹城西總理。

## 生平
周邦正於道光初年由福建省安溪渡海來台，周邦正生於清乾隆四十六年（1777），卒於清道光二十七年（1847），享年六十七。
周邦正於道光四年（1824）經由俊秀遵照常例捐納監生，並於隔年（1825）奉部頒給執照。道光六年（1826）與淡水的仕紳（如：鄭用錫等人）會同並共同奏請修建竹塹城獲准，並於隔年（1827）開始動工興建石造城牆與塔樓，最後在兩年後（1829）完工。在興建期間，周邦正與林德修 、蘇國珍等三人擔任南城董事並監督竹塹城南段城牆的修建。
往後十餘年之中，周邦正在竹塹建立起的貿易據點，使得周邦正當時被稱作為竹塹周百萬，而周邦正同時也在大甲一帶從事水利投資的活動。

## 周邦正與金廣福

### 緣起
道光年間，原住民中較強勢的有錢、朱、夏三族，錢居中興莊，朱居北埔，夏居社寮坑，大約總共有三十餘社，人數多達兩百多個人。他們和漢人經常因為土地使用的問題而起衝突，對於漢人的侵略，原住民為了表示抗議，時常出草，或掠奪對方牲畜。雙方的衝突激烈，雖然漢人多次向清政府抗議，然而原住民對於山中事務及其熟悉，連官都難以追討，這個問題便一直存在。清道光六年（1826年）淡水廳同知李嗣鄴計畫開墾竹塹城東南山區，便在石碎崙設置隘口、招募民丁駐防，同時命令九芎林莊總理姜秀鑾在南橫崗頂建造隘樓，以縮短番界。但由於設隘墾地成本不小，姜秀鑾便向李嗣鄴提出募集資金，成立墾戶，通盤經營的方式。而在提議通過後，由竹塹西門總理林德脩各募十股，以「金廣福聯扮社」為總墾戶之名。林德脩留在竹塹城裡處理衙門公務與會計事務，而姜秀鑾則在現場監督狀況。後來林德修退出，由周邦正取代，成為閩籍墾戶之首。「金」代表的是保護官方的補助，「廣」代表的是廣東省的移民，而「福」代表的是福建省的移民。

### 開發過程（閩人）
與姜秀鑾所率領的粵籍人不同，由周邦正所率領的閩籍人開墾主要居於第二線，而周邦正本人在竹塹城內處理行政事務，不過周姜二人皆有集結其子弟進行開墾作業。其開墾的主要路線為由樹祀林進入北埔，進入北埔後設立了四十個隘口並配置佃人，在經過不少次的與當地原住民的武力衝突後，原住民不敢再次貿然反擊。這些開墾的事蹟經過當時鎮道題奏後，淡水同知即頒發了金廣福鐵牌，象徵了這個墾號取得官方的認可並獲得官方更多的補助，使其能夠長期的經營下去。

### 後續
在台灣早期閩粵兩籍人士互鬥嚴重情況下，金廣福墾號的例子堪稱少見。雖然創了金廣福墾號使得兩個不同籍貫的人能夠找到更好的平衡，但是雙方時不時還是會因為一些利益爭奪而發生衝突。而主導的官方原本答應給予經費的支出，但由於後來需要的資金過於龐大，故後來便改為姜秀鑾和周邦正雙方主要負責籌募 。一直到光緒十二年因為 有了劉銘傳的開山撫番政策，金廣福墾號才被官方收回。而周邦正也因為在其中參與了許多的投資案，使得他的財力以及在竹塹地區內的勢力逐漸上升。

## 現代

### 《開拓大隘紀念碑》
為了肯定周邦正和姜秀鑾在新竹地區開墾拓殖的歷史地位，民國66年（1977）北埔鄉鄉長姜炫鏢所立。其描述大隘的開拓簡歷與範圍；並為紀念前賢事功與發展觀光，乃設立「秀巒公園」。

### 邦正園
昭和8年2月（1933），大隘三鄉居民在舉行開闢大隘百年大祭紀念活動時，將城門街外側一處小丘地，這塊地北埔居民稱之為「大地」。居民後來規劃此處為「邦正園」，以用來紀念閩籍墾戶首周邦正。民國83年（1994）建涼亭及意象景觀。民國85年(1996)，北埔鄉公所有感於先人埋骨於荒煙蔓草，彼等墾闢恩澤無所彰顯，遂重新整修墓園，冀望後代子孫永銘恩澤。但北埔鄉民仍習慣稱此地為「大地」或「遊園地（客家語：rhiu rhan ti+ ）」，平日也甚少涉足於此，甚至每年中元普渡祭典結束時，慈天宮主事者還會將 「大士爺」抬到「大地」焚燒，象徵孤魂野鬼又回歸陰間大地，讓陽間「風調雨順、 國泰民安」，自然界中陰陽兩個世界，互有區別井水不犯河水。